# 골람레자 레자에이
골람레자 레자에이(페르시아어: غلامرضا رضایی, 1984년 8월 6일, 이란 시라즈 ~ )는 이란의 전 축구 선수이며 과거 미드필더로 활약하였다.

## 축구인 생활

### 선수 생활
파지르 세파시에서 프로 경력을 시작한 레자에이는 2006-07 시즌 종료 후 사바 배터리로 이적하였다. 사바 배터리에서의 첫 시즌인 2007-08 시즌 좋은 활약을 펼쳐 이란의 명문 클럽인 페르세폴리스의 이적 제안을 받았으나 구단의 거부로 이적은 성사되지 못하였다. 2009년 여름 아랍에미리트의 에미리트 클럽으로 이적하였으나 반 시즌만에 풀라드로 이적하며 고국으로 복귀하였다.
2010년 알리 다에이 감독의 러브콜을 받고 페르세폴리스로 이적하였다. 이적 직후 치른 4경기에서 3골을 기록하며 인상적인 활약을 펼쳤다.

### 국가대표 경력
2008년 5월 25일 잠비아와의 친선 경기에 출전하여 A매치 데뷔전을 치렀고 이 경기에서 득점을 기록하여 이란 대표팀의 승리를 이끌었다.
2010년 아시안 게임에 와일드 카드로 출전하여 활약하기도 하였다.